# Билинопољска изјава
Билинопољска изјава је документ у којем су поглавари цркве босанске, пред изаслаником римског папе, изјавили да се одричу своје шизме и јереси. Изјава је потписана 8. априла 1203. године на Билином пољу код Зенице, а изјаву су потписали: босански бан Кулин, дубровачки архиђакон Марин, као и поглавари цркве босанске, међу којима дјед Драгич и гошти (монаси) Љубин и Дражета.
После потписивања изјаве, Љубин и Дражета су отишли угарском краљу Емерику и пред њим 30. априла положили заклетву да ће се држати одлука из изјаве. Ова изјава била је само формалног карактера, јер су се поглавари цркве босанске, упркос потписаној изјави, и даље држали своје вере. Билинопољска изјава представља значајан историјски извор за познавање верских и политичких прилика у средњовековној Босни. Потребно је напоменути да је ова изјава потписана у јеку 4. крсташког рата. Наиме 18. новембра 1202. године крсташка војска је опљачкала и запосела Задар у коме је још боравила у пролеће 1203. што значи да је била спремна за евентуални напад на Босну чега су босански великаши били свесни те су прихватили папине захтеве.

## Карактер Билинопољске изјаве
По овој Бјепољској изјави виде се, да је Црква босанска у то време имала своје манастире, монахе и монахиње и монашке старешине, како то, према изворима, јеретици богомили нису имали. Исто тако из ње се види, да су уз манастире биле цркве које нису могле бити без олтара и крстова, и свештеника који суслужили, причешћивали, исповедали и делили епитимију. Али се види и то да се све није слагало са обредима у католичкој цркви, па су за то прваци босанских монаха у име своје и свих осталих монаха обећали, да ће убудуће при испуњавању религиозних обреда тачно придржавати наредаба и заповеди римске цркве. Из тога факта што су се босански монаси звали крстјанима и што су обећали, да неће код себе примати никаква манихејани другога јеретика и да неће носити косе и шареног одела, не може се закључити да су то били јеретици, како мисли Рачки. Напротив, по нашем мишљењу, из те Бјелопољске изјаве се види, да су босански монаси, који су је потписали, као и они, које су ови представљали, били православни. Православних словенских манастира и монаха било је у средњем веку не само у Босни, него и у Далмацији и другим југословенским странама на западу. А при томе потписани босански монаси на тој изјави изрично кажу, да се одричу шизме и признају римску цркву, т.ј. одричу се источне православне цркве и признају западну, католичку цркву. (П. Благојев; према Глушац, 1992).

## Дио Билинопољске изјаве
да ћемо се придржавати наредаба и заповеди свете римске цркве, и у животу и понашању својем, и да ћемо јој бити послушни и живети по њезиним прописима, јамчећи за себе и за све, који су од наше заједнице, са својим поседом и целим иметком, ако би икада убудуће били присталице јеретичке заблуде. Најпре се одричемо шизме (abrenuntiamus scismati), којом смо озлоглашени и признајемо римску цркву за своју мајку и главу цело га црквенога јединства